# Heinrich Nollner
Heinrich Nollner (* 17. September 1879 in Rinteln; † 20. Juli 1926 in Cottbus) war ein deutscher Politiker. Er war Bürgermeister der Städte Gnesen, Grunewald und Rüstringen sowie zuletzt 1926 Oberbürgermeister von Cottbus.

## Leben
Heinrich Nollner wurde 1879 in Rinteln im Weserbergland geboren. Er studierte Rechtswissenschaften und Volkswirtschaft und trat 1901 in den preußischen Staatsdienst ein. Ab 1907 wurde Nollner als Landrichter in der Stadt Gnesen eingesetzt. 1913 wurde er stellvertretender Bürgermeister und anschließend ab 1917 erster Bürgermeister von Gnesen. Nach dem Friedensvertrag von Versailles wurde Gnesen 1919 an Polen abgetreten und Nollner musste von seinem Amt zurücktreten.
1919 wurde Nollner Bürgermeister der Stadt Grunewald. Im folgenden Jahr wurde Grunewald nach Groß-Berlin eingemeindet und Nollner verlor seinen Posten. Am 1. September 1920 wurde Nollner Oberbürgermeister der Stadt Rüstringen im Freistaat Oldenburg. Während Nollners Amtszeit wurden die WRIHALA-Verträge (Wilhelmshaven-Rüstringer Industriehafen- und Lagerhaus AG) abgeschlossen. Zudem versuchte er, eine Zusammenführung der Städte Rüstringen und Wilhelmshaven voran zutreiben. Große Schwierigkeiten ergaben sich für Nollner dabei aus der wirtschaftlichen und technischen Umstellung der ehemaligen Marinestation Wilhelmshaven/Rüstringen auf zivile Nutzung, die auch seine Pläne zum Abbau der Arbeitslosigkeit zumeist wirkungslos machten.
Nach dem Tod des bisherigen Cottbuser Oberbürgermeisters Hugo Dreifert bewarb sich Nollner als Nachfolger. Im Dezember 1925 wurde er gegen zwei weitere Kandidaten zum Oberbürgermeister von Cottbus gewählt. Im März 1926 erfolgte die Verabschiedung Nollners als Rüstringer Bürgermeister. Am 22. März 1926 trat er sein Amt bei der Stadt Cottbus an. Im Mai 1926 wurde mit dem Bau einer Kanalisation im Stadtteil Sandow begonnen und die Straßenbahnlinie nach Madlow wurde ausgebaut.
Im Juli 1926 erkrankte Nollner an einer eitrigen Mittelohrentzündung, an der er am 20. Juli 1926 nach zwei Operationen im Städtischen Krankenhaus Cottbus starb. Er wurde auf dem Cottbuser Südfriedhof beerdigt. Seine Amtszeit von nur 121 Tagen war die bislang kürzeste Amtszeit eines Cottbuser Oberbürgermeisters. Nollners Nachfolger wurde Erich Kreutz.